# Doratura gravis
Doratura gravis är en insektsart som beskrevs av Alexander Fyodorovich Emeljanov 1966. Doratura gravis ingår i släktet Doratura och familjen dvärgstritar. Inga underarter finns listade i Catalogue of Life.